# Walter Pinheiro
Walter de Freitas Pinheiro (Salvador, 25 de maio de 1959) é um político brasileiro. Fez sua carreira no movimento sindical e, até a crise do governo Dilma Rousseff em março de 2016, era filiado ao Partido dos Trabalhadores (PT).
Pinheiro foi eleito deputado federal em quatro legislaturas e senador para a legislatura 2011-2018.

## Vida pessoal
Nasceu no subúrbio da capital baiana, e ali morou durante vinte anos.
Pinheiro formou-se pela Escola Técnica Federal da Bahia como técnico em telecomunicações e técnico em eletrônica. Por sua formação inicial trabalhou na então empresa estatal estadual de telecomunicações, a Telebahia, quando ingressou no sindicalismo.
Membro da Igreja Batista, e apesar de compor a chamada "Frente Evangélica" de parlamentares, ele contudo prefere separar a atuação política da religião, tendo neste sentido declarado, quando ainda pertencia aos quadros do PT: “Fé é uma coisa individual. Não aceito interferência do PT em minha fé e nem uso a minha fé na minha atuação política”.

## Carreira política
Filiado ao PT da Bahia desde 1983, foi vereador de Salvador, Bahia (1993—1996), onde liderou a bancada e deputado federal (1997-2011).
Foi presidente da SINTTEL-B, fundador da CUT, secretário-Geral e tesoureiro da CUT estadual e nacional, membro da CNPT e coordenador-geral da FITTEL.
Em 2008, candidatou-se à prefeitura de Salvador após derrotar no partido as pretensões do deputado Nelson Pellegrino (que tentara o cargo por três vezes), indo ao segundo turno das eleições soteropolitanas contra João Henrique Carneiro (PMDB), que tentava a reeleição e, por pertencer a um partido da base aliada tanto dos governos federal e estadual petistas, fez com que Pinheiro não contasse com a participação na sua campanha da então figura popular de Lula nem do então governador Jaques Wagner: os dois líderes petistas haviam sido contrários à decisão da executiva municipal em lançar candidatura própria.
Derrotado no segundo turno, ele declarou que saíra vitorioso: "...conseguimos mais de 500 mil votos em uma eleição muito disputada" e que apresentara "...propostas e projetos para os principais problemas da cidade, percorri todos os bairros, aprofundei meus conhecimentos sobre a cidade."
Foi derrotado com 217.995 votos de diferença em relação ao peemedebista João Henrique - ele tinha sido apoiado por ACM Neto, do DEM, que fora vencido no primeiro turno; Pinheiro encerrou as eleições à prefeitura de Salvador com 41,54% dos votos válidos contra 58,46% do vencedor.
Em 2008, assumiu a presidência da Comissão de Ciência e Tecnologia, Comunicação e Informática da Câmara,colegiado do qual sempre foi titular.
Licenciou-se do mandato de deputado federal em 19 de março de 2009 para assumir a Secretaria do Planejamento do Estado da Bahia e retornou posteriormente ao cargo em 7 de fevereiro de 2019.

### Senador
Foi eleito senador pela Bahia nas eleições de 2010 com 3.630.553 votos, sendo o candidato mais votado do estado e primeiro senador do PT na Bahia.
Em 29 de março de 2016, mesmo dia em que o PMDB anunciou sua saída da base do governo da presidente Dilma Rousseff, ele deixou o Partido dos Trabalhadores através de uma carta ao diretório baiano da agremiação; aos seus eleitores ele agradeceu o apoio e garantiu que continuará "trabalhando pelo povo da Bahia", completando: "Creio que, como diz o apóstolo Paulo, 'combati o bom combate'. Permanecerei com o trabalho firme e mantendo minha fé que é possível, fé no Brasil, fé na vida".
As relações com o partido já estavam complicadas há muito tempo; no congresso do PT, em junho de 2015, ele se ausentara, apresentando várias queixas sobre a forma como seu papel era menosprezado pela legenda que, por sua vez, também reclamava de várias posições do parlamentar. Algum tempo antes ele confidenciara que não voltaria a concorrer a uma eleição pela legenda, e já antes naquele ano fazia críticas ao governo da tribuna. Ele não participava das reuniões da bancada, e quando o partido tomava alguma posição coletiva, tinha que consultá-lo para saber como votaria.
Em fevereiro de 2016 o PT baiano ainda tentou negociar, oferecendo-lhe a legenda para concorrer à prefeitura de Salvador nas eleições municipais daquele ano, com a garantia de que, caso não fosse eleito, ainda manteria a vaga para concorrer ao Senado dois anos depois, o que não foi aceito.
Em junho de 2016, licenciou-se do mandato de senador para chefiar a Secretaria da Educação da Bahia, no governo Rui Costa. Em seu lugar assumiu seu primeiro-suplente, Roberto Muniz (PP).
Em outubro de 2017 votou a contra a manutenção do mandato do senador Aécio Neves mostrando-se favorável a decisão da Primeira Turma do Supremo Tribunal Federal no processo onde ele é acusado de corrupção e obstrução da justiça por solicitar dois milhões de reais ao empresário Joesley Batista.